# KSS Klaipėda
El Klaipėdos įgulos ir krašto Sporto Sąjunga (en español: Unión Deportiva Camaradas del País de Klaipeda), conocido simplemente como KSS Klaipeda, fue un equipo de fútbol de Lituania que alguna vez jugó en la A Lyga, la primera división de fútbol en el país.

## Historia
Fue fundado en el año 1926 en la ciudad de Klaipeda y fue el equipo de fútbol más fuerte de la ciudad durante el periodo de entreguerra, en el cual ganó 6 títulos de liga.
En el verano de 1939 el club se vio forzado a abandonar la ciudad de Klaipeda por el ultimátum que la Alemania Nazi le dio a la ciudad, por lo que se vio forzado a mudarse a la ciudad de Telsiai y cambiar su nombre a KSS Telsiai, y en algunos casos el club debía jugar sus partidos de local en la ciudad vecina de Plunge, por lo que el club terminó desapareciendo en el año 1940.

## Palmarés
- Lithuanian Championship (6): 1928, 1929, 1930, 1931, 1936-1937, 1937-1938

## Partidos internacionales
| Club           | Resultado | Sede       | Fecha |
| -------------- | --------- | ---------- | ----- |
| VfB Königsberg | 0:0       | Königsberg | 1933  |